# Herrin (Illinois)
Herrin é uma cidade localizada no estado americano de Illinois, no Condado de Williamson.

## Demografia
Segundo o censo americano de 2000, a sua população era de 11.298 habitantes.
Em 2006, foi estimada uma população de 11.835, um aumento de 537 (4.8%).

## Geografia
De acordo com o United States Census Bureau tem uma área de
21,6 km², dos quais 21,2 km² cobertos por terra e 0,4 km² cobertos por água. Herrin localiza-se a aproximadamente 120 m acima do nível do mar.

## Localidades na vizinhança
O diagrama seguinte representa as localidades num raio de 8 km ao redor de Herrin.